# Carmen (kortroman)

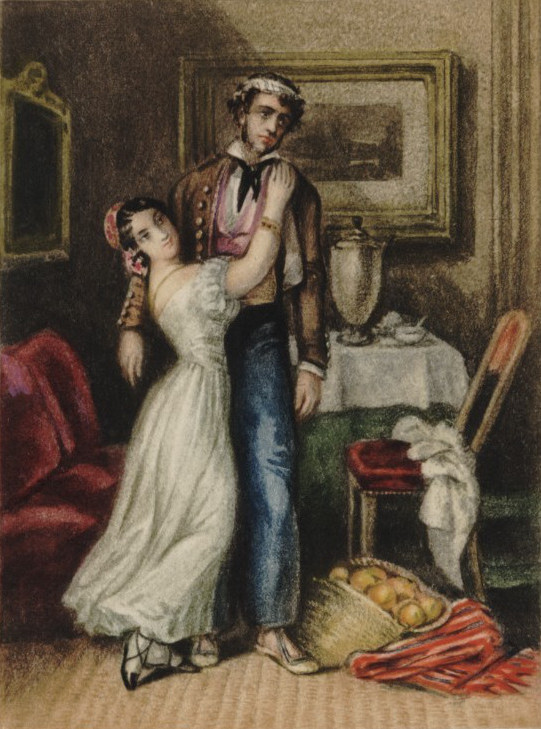
Carmen, akvarell av Mérimée själv.

Carmen är en kortroman från 1848 av Prosper Mérimée. Den ligger till grund för operan med samma titel. Berättelsen är skriven som om författaren själv berättar om något han upplevt i Spanien 1830.

## Handling
Berättarjaget som är en fransman intresserad av historia träffar under sina forskningsresor i Spanien på Don José, en rövare. Fransmannen bjuder José på cigarrer och sedan varnar han José för lansiärer på jakt efter José. En tid senare möter han zigenerskan Carmen som bjuder hem honom för att bli spådd. Plötsligt kommer en man dit, som visar sig vara Don José. Ett gräl utbryter och fransmannen förstår att Carmen vill mörda honom. Men José, som står i tacksamhetsskuld till fransmannen, visar ut honom. 
Senare får fransmannen veta att José sitter i fängelse för sina många brott. Han besöker honom och får veta hans historia. José kommer från Baskien och hade tagit värvning vid kavalleriregementet. Han var korpral i Sevilla när han träffade Carmen som arbetade i cigarrfabriken.
Berättelsen består av fyra kapitel. Det sista kapitlet handlar om zigenarnas liv i allmänhet.

## Carmen-citat
- "Det är en dag i morgon också" (Mañana será otro día, spanskt ordspråk)
- "Jag är klädd i ull men jag är inget får" (Me dicas vriardâ jorpy, bus ne sino braco, zigenarordspråk)
- "Jag tycker inte om att bli störd och i synnerhet inte kommenderad. Jag vill vara fri och göra vad som faller mig in."